# Quận Rowan, Kentucky
Quận Rowan là một quận thuộc tiểu bang Kentucky, Hoa Kỳ.
Quận này được đặt tên theo John Rowan. Theo điều tra dân số của Cục điều tra dân số Hoa Kỳ năm 2000, quận có dân số 22.044 người. Quận lỵ đóng ở Morehead6. Quận được lập năm 1856 từ các quận lân cận.

## Địa lý
Theo Cục điều tra dân số Hoa Kỳ, quận có diện tích km2, trong đó có km2 là diện tích mặt nước.